# أحمد رسمي أفندي
أحمد رسمي أفندي (مواليد مدينة ريثيمنو، ويسمى أيضا في بعض المصادر العربية باسم أحمد بن إبراهيم كريتي، كان دبلوماسيًا ومؤلفًا يونانيًا عثمانيًا من أواخر القرن الثامن عشر. من منظور العلاقات الدولية، كانت مهمته الأكثر أهمية -والمؤسفة- هي العمل كرئيس للوفد العثماني خلال المفاوضات والتوقيع على معاهدة كوجوك كايناركا. في المجال الأدبي، تذكر له العديد من الأعمال التي احتلت مكانة بارزة من بينها سفارت نامه الذي يروي سفاراته في برلين وفيينا. كان أول سفير لتركيا في برلين.

## النشأة
وُلِد أحمد رسمي في عائلة من أصل يوناني في مدينة ريثيمنو اليونانية التي تقع في جزيرة كريت، والتي كانت تُعرف باسم ريسمو في الإمبراطورية العثمانية في عام 1700. وفقًا لمحمد مراد، مصادر المعلومات عن حياته المبكرة قليلة، وصل أحمد رسمي إلى إسطنبول في الأربعينات من عمره عام 1734. تنسب إليه معظم المصادر خبرة في فن الخط والرسائل. نهض من خلال البيروقراطية العثمانية، وتحالف مع دائرة من الإصلاحيين، الذين غيروا العلاقات الدبلوماسية بين العثمانيين وأوروبا في القرن الثامن عشر وأنشأوا بعض المكتبات العامة الأولى الخاصة في إسطنبول.
عُيِّن أحمد رسمي في أواخر عام 1757 في سفارة في فيينا للإعلان عن اعتلاء مصطفى الثالث العرش. في عام 1749، قام بتأليف قائمة سيرة ذاتية لزعيم الخصيان السود (كيزلار آغالاري) في القصر.
أعقب السفارة في فيينا موعد مماثل، أول سفارة تركية على الإطلاق في محكمة فريدريك الكبير في برلين في 1763/1764. بعد السفارتين، قدم أحمد رسمي تقارير مفصلة عن جغرافية مروره وسياسة المحاكم التي واجهها. في حالة سفارة برلين، لم يترك وراءه فقط سردًا للمجاملات الدبلوماسية ولكن أيضًا تصوير فريدريك ووصف حرب السنوات السبع. افتتحت ملاحظاته المؤقتة تركيزًا جديدًا للإمبراطورية العثمانية على الحاجة إلى دراسة السياسة الأوروبية.

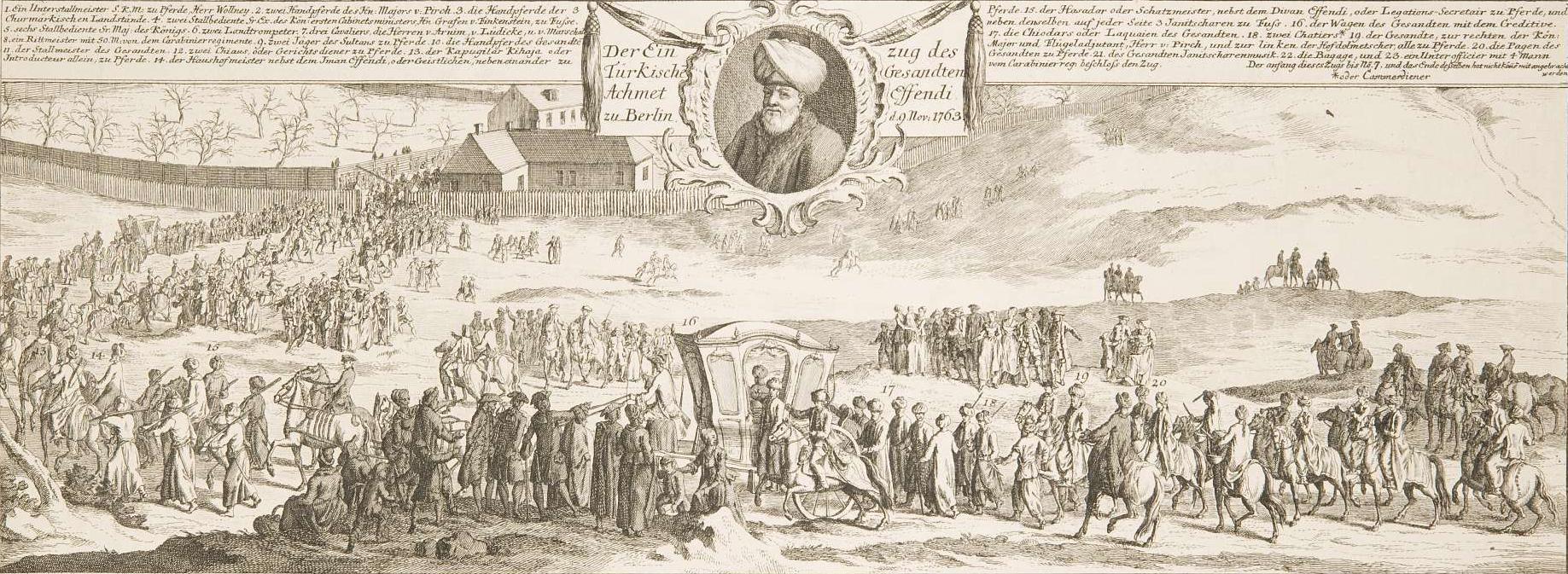
وصول أحمد رسمي أفندي إلى برلين في 9 نوفمبر عام 1763.

عند عودته من برلين، تم تعيينه كبير مسؤولي المراسلات إلى الوزير الأعظم. في عام 1765، أصبح رقيبًا رئيسيًا وبدأ علاقته الطويلة مع محسن زاده محمد باشا، الذي تم تعيينه مرتين وزيراً. من بين التعيينات الأخرى في المناصب العليا كان تعيينه القصير كنائب في القيادة للوزير الأعظم مولدوفانلي علي باشا في عام 1769 بينما كان الوزير الأعظم على جبهة القتال البلغارية. خدم بهذه الصفة مرة أخرى مع محسن زاده محمد باشا من 1771 حتى وفاة الوزير الأعظم في نهاية الحرب الروسية التركية 1768-1774. كان أحمد رسمي حاضراً في العديد من مجالس الحرب في ساحة المعركة وعرف بسخاءه تجاه الجنود الجرحى. تم تسجيل مشاجراته وملاحظاته على رئيس الوفد العثماني خلال الهدنة التي استمرت عشرة أشهر بين حلقتين من الحرب، جنباز عثمان أفندي أو ينشهرلي عثمان أفندي.
على الرغم من أن الوظائف الثلاثة التي شغلها كانت بمثابة نقطة انطلاق لمكتب الوزير الأعظم، إلا أنه لم يحقق هذه المكانة أبدًا. من المرجح أن انتقادات أحمد رسمي المنتظمة والقاسية لدولة التنظيم العسكري العثماني لعبت دورًا رئيسيًا في هذا التحول في الأحداث.
عمل أحمد رسمي كأول مفوض في مفاوضات السلام في عام 1774 وأصبح أحد الموقعين على المعاهدة الناتجة. لقد اختفى بشكل مفهوم من قوائم التعيين لبعض الوقت بعد عام 1775. عاد أحمد رسمي إلى الظهور مرة أخيرة كرئيس لمكتب الفرسان بالقصر (سوفاري موكابليسيزي) تحت رئاسة الوزير الأعظم خليل حميد باشا، ربما تقديراً لخدمته المستمرة وراء الكواليس في مفاوضات صعبة مع روسيا حول مستقبل شبه جزيرة القرم والتتار. توفي أحمد رسمي في أغسطس 1783، قبل وقت قصير من توقيع اتفاقية أيناليكافاك التي تنازلت عن شبه جزيرة القرم لكاثرين الثانية في أوائل عام 1784. ويقال إن أحد الأبناء سبق أحمد رسمي إلى القبر. لم يتم اكتشاف أي معلومات أخرى حتى الآن تتعلق بحياته العائلية.

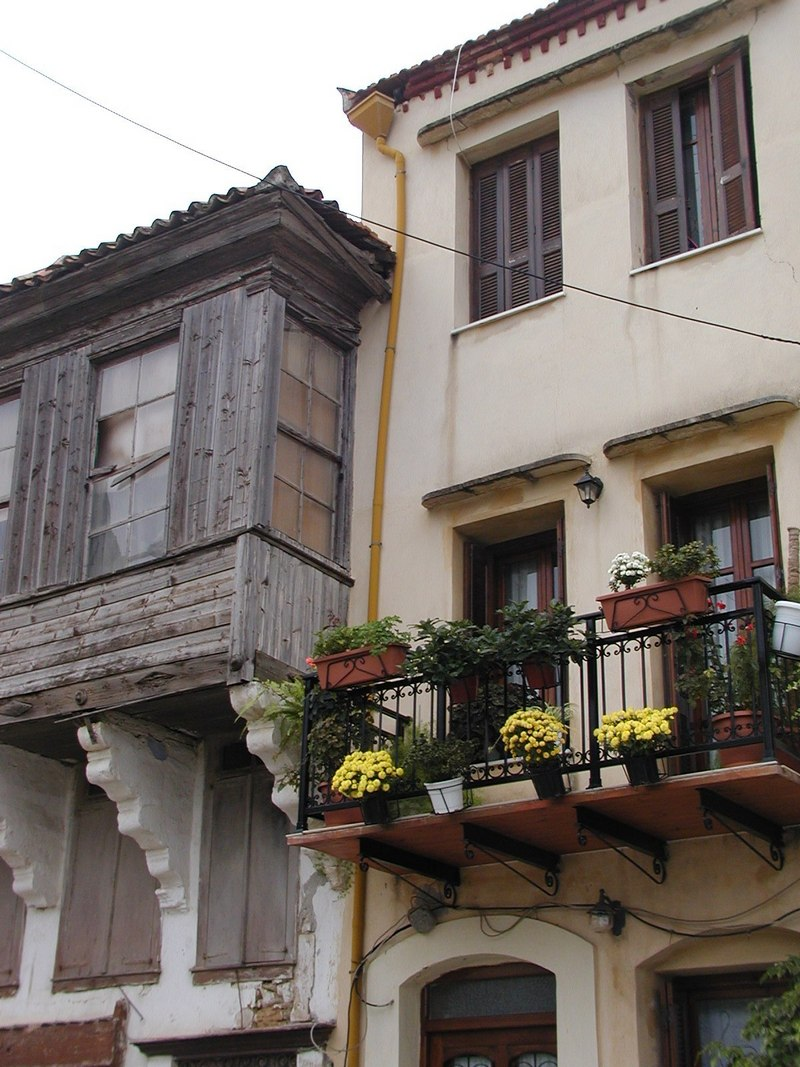
منازل تركية في ريسمو (ريثيمنو) حيث ولد أحمد رسمي أفندي وقضى الأربعين سنة الأولى من حياته